# 弗蘭特納克 (堪薩斯州)
弗蘭特納克（英語：Frontenac）是一個位於美國堪薩斯州克勞福德縣的城市。

## 地方資料
根據2020年美國人口普查的數據，弗蘭特納克的面積為13.78平方千米，當中陸地面積為13.53平方千米，而水域面積為0.25平方千米。當地共有人口3382人，而人口密度為每平方千米245.43人。